# Tirà ploraner gris
El tirà ploraner gris (Rhytipterna simplex) és un ocell de la família dels tirànids (Tyrannidae).

## Hàbitat i distribució
Habita els boscos de les terres baixes des de l'est de Colòmbia i sud de Veneçuela i Guaiana, cap al sud, a través de l'est de l'Equador i est del Perú fins al nord i l'est de Bolívia i Brasil amazònic i sud-oriental.